# پیتر آترتون (بازیکن فوتبال)
پیتر آترتون (انگلیسی: Peter Atherton؛ زادهٔ ۶ آوریل ۱۹۷۰) بازیکن فوتبال اهل بریتانیا است.
از باشگاه‌هایی که در آن بازی کرده‌است می‌توان به باشگاه فوتبال شفیلد ونزدی، باشگاه فوتبال ویگان اتلتیک، باشگاه فوتبال کاونتری سیتی، باشگاه فوتبال بیرمنگام سیتی، و باشگاه فوتبال برادفورد سیتی اشاره کرد.
وی همچنین در تیم ملی فوتبال زیر ۲۱ سال انگلستان بازی کرده‌است.